# Mesosaurus
Ne doit pas être confondu avec Mosasaurus.
Genre
Mesosaurus est un genre fossile de « reptiles », de la famille également éteinte des Mesosauridae ayant vécu au cours du Permien inférieur. Ses fossiles, découverts de part et d'autre de l’Atlantique sud, apportent la preuve de la dérive des continents car on les a trouvés dans les sédiments du Permien inférieur aussi bien en Afrique australe qu'en Amérique du Sud. 
En Afrique du nord, les fossiles ont été découverts dans la formation géologique de Whitehill, et en Amérique du Sud, ils sont trouvés dans la formation d'Irati.

## Description

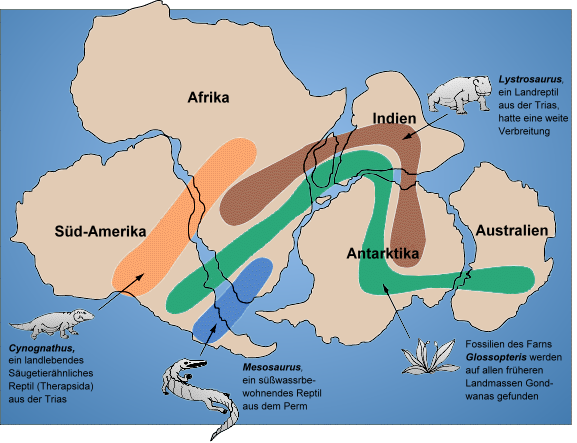
Carte du Gondwana avec la répartition géographique des fossiles du Permien inférieur.
Distribution de Mesosaurus en bleu.

Mesosaurus mesurait environ 1 mètre de long.
Il avait de longues dents tranchantes. Il avait 31 vertèbres juste avant la queue, on estime qu'il hibernait et pondait probablement ses œufs sur les plages comme les tortues modernes de nos jours. En raison de la forme de ses pieds  Mesosaurus se déplaçait avec grande difficulté sur la terre, mais était un nageur profond qui utilisait sa queue et ses pieds pour se propulser dans l'eau. D'après la structure de ses dents, il s'alimentait de plancton, d'œufs de poisson et de petites larves.

## Liste des espèces
- † Mesosaurus tenuidens
- † Mesosaurus brasiliensis